# 科学领域中的女性
早在人類有書寫歷史之前，女性就在科學領域留下重大貢獻；研究性別與科學間關係的歷史學家已將女性在科學上投注的努力與成就、面臨的阻礙，所運用的策略化為文字，讓她們的貢獻成果能登上主流科學雜誌及其他出版品並且廣獲認可。此類議題的歷史、評論和社會學研究本身，如今已經獨立成為一門學科。
在早期的文明中，已留有女性投身醫學領域的紀錄，古希臘的自然哲學也對女性廣開研究的大門。西元 1-2 世紀左右，就有記錄闡述女性在原始科學煉金術的表現，中世紀修道院是女性受教育的重要地點，有些修道院無形中也提供了機會，讓女性為學術做出研究與貢獻。11 世紀，最早的大學問世之初，大部分的女性並不待見進入大學之門；只有義大利的醫學領域對女性受教育的態度較其他地方更為自由，而首位在站上科學研究領域教壇的女性，正是 18 世紀的義大利科學家蘿拉·巴斯。
雖然所謂的性別角色定義泰半是形成於 18 世紀後，但女性在科學領域的角色卻已經歷了飛躍性的進步。19 世紀，雖然女性仍被排除在大多數正規的科學教育之外，但與此同時，女性已漸漸躋身學術社會。19 世紀後期女子大學興起，提供了女性受教權與科學領域職業的機會。1903 年，瑪麗·居禮成為首位諾貝爾獎（物理學）的女性獲獎人，1911 年，瑪麗再度獲得諾貝爾（化學）獎，二者都是基於她在輻射研究上的重大貢獻而頒發。1901-2010年有 40 位女性獲得諾貝爾獎，其中 17 位是物理學、化學、生理學或醫學等科學領域貢獻而獲獎。

## 17世紀以前
- 梅里特·普塔（英语：Merit Ptah），活躍時期約為西元前 27 世紀，是當時古埃及的主治醫師[3]，也是人類史上最早的女醫師。[4][5]
- 塔普提，西元前11世紀巴比倫香水製造師，普遍認為是世界上第一位化學家。[6]
- 希帕提婭，活躍時期約為西元 400 年左右，是希臘化古埃及的希臘哲學家、天文學家及數學家[7]，公認為首位名留青史的女性數學家。[8]
- 薩萊諾的特洛塔（Trota of Salerno）、Trotula de Ruggiero （名字的其他拼寫方式為 Trotula、Trotta、 Trocta 或 Troctula），活躍時期約為西元 11 世紀，義大利的沙列諾醫校（現為沙列諾大學（英语：University of Salerno））女醫師，著有《女性疾病（De passionibus mulierum curandarum, Trotula Major)》，詳細介紹了女性懷孕、生產、產後護理及新生兒的照護等資訊，此書在 15 世紀成為廣泛採用的教科書。[9]
- 赫德嘉·馮·賓根（德語：Hildegard von Bingen，天主教譯名為聖賀德佳, 聖公會譯名為聖希爾德格，1098年－1179年9月17日），德國的博學家，活躍於西元 11 世紀中，在醫學及藥草學上貢獻卓越，被視為德國藥草學之祖。[10]
- 瑪麗亞·西碧拉·梅里安，又譯瑪麗亞·西比拉·梅里安（德語：Maria Sibylla Merian，1647年4月2日－1717年1月3日），生於德國的瑞士博物學家和科學插畫家，專司研究植物和昆蟲並進行詳細的描繪記錄，1705年發表《蘇利南的昆蟲變態》（Metamorphosis insectorum Surinamensium）。基於她對蝴蝶變態及發育的細心觀察與筆記，被譽為是昆蟲學早期最重要的貢獻者之一。[11]

## 18世紀
- 加布麗埃勒·埃米莉·勒·通內利耶·德布勒特伊，沙特萊侯爵夫人，又譯夏特萊侯爵夫人（法語：Gabrielle Émilie Le Tonnelier de Breteuil, Marquise Du Châtelet，1706年12月17日－1749年9月10日) ，法國數學家物理學家、哲學家。她發現了物體的初始勢能與動能是成正比的，修正了牛頓、伏爾泰等人的觀念。[12][13]
- 蘿拉·巴斯（義大利語：Laura Bassi，1711年11月29日－1778年2月20日），18 世紀義大利科學家[14]，1732年，年僅 21 歲就當上了博洛尼亞大學解剖學教授，她主要的研究是經典力學。[15]
- 瑪麗亞·加埃塔納·阿涅西（義大利語：Maria Gaetana Agnesi，1718年5月16日－1799年1月9日），義大利數學家、慈善家暨哲學家。她所寫的《分析講義（Instituzioni analitiche）》是本超過千頁的經典鉅作，書中詳述了代數到微積分和微分方程的原始發現。[16]
- 妮可-雷訥·勒波特 (法語：Nicole Reine LepauteÉtable，1723年1月5日－1788年12月6日) ，法國天文學家和數學家。她預測了哈雷彗星的回歸[17]、計算日食的時刻和編製星表。
- Anna Blackburne（英语：Anna Blackburne）（1726年－1793年12月30日），英國自然歷史家，手繪記述許多鳥類及昆蟲等插圖及其風貌，都是得力於彼得·西蒙·帕拉斯及她的哥哥寄給她的許多標本。[18]
- Jeanne Baret（英语：Jeanne Baret）（1740年7月27日－1807年8月5日)，法國女探險家暨植物學家，曾參加路易斯·安東尼·布干維爾的探險船，1774 年結束航海之旅返國，成為史上首位環遊世界的女性。[19][20]
- Yekaterina Vorontsova-Dashkova（英语：Yekaterina Vorontsova-Dashkova） (1744年3月17日－1810年1月4日)，曾任俄羅斯科學院及俄羅斯學院 (英語：Russian Academy) 院長[21]，在凱瑟琳大帝時期主掌文化、教育、科學政策，開啟了俄羅斯的啟蒙時代。
- 卡羅琳·赫歇爾（德語：Caroline Lucretia Herschel，1750年3月16日－1848年1月9日），德國天文學家，曾觀測到 8 顆彗星，1787 年獲得英國喬治三世獎勵的年薪 50 英鎊（相當於 2018 年的 5800 英鎊），也寫下英國史上首度有女性出任官員的記錄，她亦是史上第一位女性因在天文學上的貢獻而獲得酬勞[22][23]。卡羅琳的哥哥威廉·赫歇爾也是知名天文學家。

## 19 世紀
- 珍·瑪西特（英語：Jane Marcet, 1769年1月1日－1858年6月28日），英國作家，以撰寫科學入門書籍著稱。她所撰寫的《化學漫談 (英語：Conversations on Chemistry)》啟蒙了麥可·法拉第[24]，在英國再版 16 次，在美國的盜版甚至多達 23 版。[25]
- 索菲·熱爾曼（法語：Marie-Sophie Germain，1776年4月1日－1831年6月27日），法國數學家、物理學家及哲學家。主要研究為物理學的彈性及數學的數論，她為前者撰寫的文章在 1816 年獲頒法國科學院的大獎，在後者的貢獻方面，則提出索菲·熱爾曼質數及對費馬最後定理研究，為後世數學家提供了不少研究基礎。[26]
- 瑪麗·費爾法克斯·薩默維爾（英語：Mary Fairfax Somerville，1780年12月26日－1872年11月29日），蘇格蘭女科普作家暨博學家，研究範疇囊括數學、天文學、物理（包含電力、磁力）、化學、生物學、顯微鏡學及地質學，她所撰寫的《論各物質科學間的關聯》（英語：On the Connexion of the Physical Sciences）是 19 世紀最暢銷的科普書[27][28]，據說惠威爾讀後，為描述瑪麗在科學上的貢獻而發明了 "scientist (科學家)" 一詞。瑪麗亦將拉普拉斯的《天體力學》（法語：Traité de mécanique céleste）譯為英語，並在前兩卷補充說明太陽系的運行計算方式；該譯作受到許多科學家讚揚，於 1880 年代由劍橋大學列為教科書。1835 年，瑪麗和卡羅琳·赫歇爾一起成為為英國皇家天文學會最早的女會員[29]，而 1868 年當穆勒組織大規模請願活動爭取婦女投票權時，第一位受邀簽署的就是瑪麗。[30]
- 詹姆斯·巴里（英語：James Miranda Steuart Barry，約1789年－1865年7月25日），英國陸軍外科醫師，原名為瑪格麗特·安·布克利（英語：Margaret Ann Bulkley）[31]，但以男性姓名進入愛丁堡大學攻讀醫學，取得醫學士學位，通過英國皇家外科醫學院（英语：Royal College of Surgeons of England）考試後加入軍隊服役，在軍中擔任軍醫的角色[32][33]，終身以男性的身份度過[34]。曾隨軍駐紮過南非的開普敦、印度洋上的模里西斯、加勒比海的牙買加、大西洋上的聖赫勒拿、西印度群島的背風群島和向風群島、地中海的馬爾他、愛奧尼亞群島的克基拉島以及加拿大等地。詹姆斯所到之處，都致力改善當地衛生條件及弱勢族群的環境與飲食，例如士兵及其家人、奴隸、囚犯或精神病患者等；也曾在非洲以剖腹產的方式為孕婦接生，母子均安，寫下非洲剖腹產成功首例[34]。
- Elizabeth Fulhame（英语：Elizabeth Fulhame），蘇格蘭化學家，活躍年代約在 1794 年，她發明了催化的概念並發現了光還原作用，著有《燃燒手記 (英語：An Essay on Combustion)》[35]。
- 瑪麗·安寧（英語：Mary Anning，1799年5月21日－1847年3月9日[36])），英國早期的化石收集者與古生物學家。她曾發現了魚龍等化石[37]、蛇頸龍亞目化石[38]、翼龍化石[39]後世將其列為生物會滅絕的重要證據，由於在 1820 年代初期尚無「生物會滅絕」的觀念，而蛇頸龍化石的發現正好成了最有力的佐證。[40]
- 愛達·勒芙蕾絲（英語：Augusta Ada King-Noel, Countess of Lovelace，1815年12月10日－1852年11月27日），原姓拜倫（Byron），英國數學家與作家，代表作是她為查爾斯·巴貝奇的分析機，即為機械式通用電腦，所寫的註記。她是第一位主張電腦不只可以用來數學計算的人，首創分析機用的演算法，因而受推崇為史上第一位電腦程式設計師[41][42]，美國國防部甚至開發了程式語言 Ada，以愛達的名字命名。[43]
- 瑪麗亞·米切爾（英語：Maria Mitchell，1818年8月1日－1889年6月28日），美國首位女性職業天文學家[44][45]，1847年以望遠鏡發現了彗星 C/1847 T1，當時命名為「米切爾小姐的彗星」（英語：Miss Mitchell's Comet）。[46]
- 伊麗莎白·布萊克威爾 [47](英語：Elizabeth Blackwell，1821年2月3日－1910年5月31日)，英國醫師，首位在美取得醫學學位的女性[48]，也是推動女性接受醫學教育的先驅者[49]，在前述領域及提升女性權利的運動上不遺餘力[50]。為紀念她的貢獻，後人設立了伊麗莎白·布萊克威爾勳章（英語：Elizabeth Blackwell Medal），每年頒發給一位女性，獲獎人皆為致力於推動女性在醫學界的權益[51]。
- 葛蕾絲安娜·露易斯（英語：Graceanna Lewis，1821年8月3日－1912年2月25日），美國自然歷史學家、插畫家暨社會改革家，專精於鳥類學。她既是美國女科學家先驅，也是社會運動者，致力於倡導禁酒、女性參政權和反美國奴隸制度。
- Clémence Royer（英语：Clémence Royer），（1830年4月21日－1902年2月6日），法國科學家暨女性主義者，她將《物種起源》譯為法語，並添加長達 60 頁的序及腳註於初版。她在序文中表示達爾文的物競天擇論亦可應用在人類社會之中，反對保護病弱者。[52]
- Alexandrine Petronella Francina Tinne（英语：Alexandrine Petronella Francina Tinne） (名字的其他拼法為 Alexine Tinne, Alexandrine Tinné 或 Pieternella, Françoise, Tinné，1835年10月17日－1869年8月1日），荷蘭探險家。她策劃了埃及探險隊，據傳她打算成為歐洲最早穿越撒哈拉沙漠的女性，卻在途中遭荷蘭水手及圖瓦雷克護衛所害。她對地理學的貢獻被記述在《Die Tinnésche Expedition im westlichen Nilgebiet》及《Reise in das Gebiet des Weissen Nils Leipzig》，《Plantae Tinneanae》中介紹了她所發現的 24 種新物種，其中 19 種皆為唇形科植物。
- Elizabeth Garrett Anderson（英语：Elizabeth Garrett Anderson），（1836年6月9日－1917年12月17日），英國女醫師，開啟了許多女性在英國醫藥界的首例，她既是英國首位女醫師[53]、英國首間雇用女性的醫院創辦人之一、首任英國醫學院的校長[16][54][55]、首位出任學校董事會的女性[56]，Elizabeth 更是奧德堡（英語：Aldeburgh）首任女市長[57]及英國首任女治安官。
- 約瑟芬·加里斯·科克倫（英語：Josephine Garis Cochran，1839年3月8日－1913年8月14日），美國女發明家，知名貢獻為發明了商用自動洗碗機[58]，2006年，約瑟芬獲選進入全美發明家名人堂（英语：National Inventors Hall of Fame）。[59]
- Sophia Louisa Jex-Blake（英语：Sophia Louisa Jex-Blake），(1840年1月21日－1912年1月7日) ，英國醫師、教師暨女性主義者[60]。Sophia 曾組織「對抗愛丁堡的七人（英語：Edinburgh Seven，或稱 Septem contra Edinam）」爭取女性的大學受教權，並引領女性習醫活動，為籌辦兩所女性醫學院貢獻己力[61][62]。她也是蘇格蘭首位執業女醫師及大不列顛及愛爾蘭聯合王國首批女醫師之一。
- 瑪莉·普特南·雅可比 (英語：Mary Corinna Putnam Jacobi，1842年8月31日－1906年6月10日) ，美國醫師、教師暨參政者。畢業於紐約藥學院（英語：New York College of Pharmacy）的她，次年即獲得賓夕法尼亞女子醫學院（英語：Woman's Medical College of Pennsylvania）學位，亦是巴黎醫學院（法語：Faculté de médecine de Paris）首位女畢業生。她所撰寫的〈經期女性休養的探討（英語：The Question of Rest for Women During Menstruation）〉，提出完整例證佐證女性的身心狀態並不受經期左右，並挑戰當時愛德華．克拉克（英語：Edward H. Clarke）的《教育體系的性別問題，或說女孩的公平受教權（英語：Sex in Education; or, A Fair Chance for the Girls）》書中所倡導的「女性在身心發展上有先天性限制」思想。瑪莉也是策進女性參政權的先驅。[63]
- 威廉敏娜·弗萊明（英語：Williamina Paton Stevens Fleming，1857年5月15日－1911年5月21日），蘇格蘭女性天文學家，她協助建立一個恆星的通用編號系統，將數千顆恆星和其他天文現象予以編號，威廉敏娜最廣為人知的貢獻是 1888 年發現了馬頭星雲。[64]
- 瑪莉·阿德拉·布萊格（英語：Mary Adela Blagg，1858年5月17日－1944年4月14日），英國女天文學家。月球上的布萊格隕石坑就是以她的名字命名的。
- 金韻梅（英語：Kin Yamei, Chin Ya-mei, Jin Yunmei, 或 Y. May King, 1864年－1934年3月4日），美國醫師、醫院管理人、教育家暨營養學學者。生於中國的金韻梅是第一位中國女性在美國接受醫學教育[65]，也是中國第一間官辦女子醫學院的創辦人。金韻梅為女性的醫學及相關教育貢獻良多，曾在多處興辦或執掌婦科醫院，如日本神戶（1890-1894）和中國天津（1907），同時她也負責掌管天津的北洋女醫學堂[66]，隔年在袁世凱邀請之下，創辦一所只收女學生的官辦護理學校。她還將豆腐引薦至美國農業部，為第一次世界大戰的美軍士兵提供了全新的蛋白質來源[67]。
- 伊麗莎白·J.菲利普（英語：Elizabeth J. Phillips，原姓瑪姬，更廣為人知的名字是莉茲·瑪姬，1866年－1948年），美國遊戲發明家暨喬治主義者， 莉茲發明了大地主紙牌遊戲（英语：The Landlord's Game），即為後來的地產大亨遊戲前身，她發明遊戲的用意，是希望讓人更了解美國進步時代的經濟學家亨利·喬治的經濟學理論。[68]
- 瑪莉·安德森（英语：Mary Anderson(inventor)）（1866年2月19日－1953年6月27日）[69]，美國不動產開發商、牧場主人、葡萄園主，以及車用雨刷發明人。1903 年，瑪莉取得了首項雨刷專利[70]，該種雨刷裝在自動窗上，可從汽車內操縱[71]。2017 年，瑪莉入選全美發明家名人堂（英语：National Inventors Hall of Fame）。[72]
- 瑪麗亞·斯克沃多夫斯卡-居禮（波蘭語：Maria Skłodowska-Curie，1867年11月7日－1934年7月4日），通稱為瑪麗·居禮（法語：Marie Curie）或居禮夫人（Madame Curie），波蘭裔法國籍物理學家、化學家，放射性研究的先驅。瑪麗是首位獲得諾貝爾獎的女性並曾獲得兩次諾貝爾獎（物理學獎及化學獎）的第一人，也是唯一的女性，亦是唯一獲得兩種不同科學類諾貝爾獎的獲獎人。她也是巴黎大學第一位女教授。1995年，她與丈夫皮埃爾·居禮一起移葬先賢祠，成為第一位憑自身成就入葬先賢祠的女性。[73]
- 莉澤·邁特納（德語：Lise Meitner，1878年11月7日—1968年10月27日），奧地利-瑞典原子物理學家。成功分離並辨識出鏷，亦是發現核分裂的主要貢獻者之一。[74]
- 亨麗愛塔·斯萬·勒維特（英語：Henrietta Swan Leavitt，1868年7月4日－1921年12月12日），美國天文學家，由於她發現了造父變星的周光關係，後世的天文學家因而得以發展出地球與遙遠星系間距的計算方法。[75]
- 梅泰爾·卡納萬（英语：Myrtelle Canavan）（英語：Myrtelle May Moore Canavan，1879年6月24日－1953年8月4日），美國醫師暨醫學研究者，主要研究領域在病理學、神經系統損傷及細菌學如桿菌痢疾[76]。梅泰爾是最早的女性病理學家，家族性軸突海綿退化（英語：Canavan disease）正是因其針對病例的記述而以她的名字所命名。[76]
- 英厄·莱曼（或譯為雷曼，1888年5月13日－1993年2月21日），丹麥女地震學家，1936年發現地球的地核不是單一的熔融球體，而是有物理狀態相當不同的-内核}-和外核兩層。[77]

## 20世紀
- 塞西莉亞·佩恩-加波施金（英語：Cecilia Payne-Gaposchkin，1900年5月10日－1979年12月7日），英裔美籍女天文學家和天體物理學家，於1925年在她博士學位論文首次提出太陽主要由氫和氦的相對豐度來解釋恆星的組成，不惜與當時的傳統看法有所牴觸。
- 葛麗絲·穆雷·霍普（英語：Grace Murray Hopper，原名葛麗絲·布魯斯特·穆雷，1906年12月9日－1992年1月1日），美國海軍准將暨電腦科學家[78]，葛麗絲創造了現代第一個編譯器A-0 系統及第一個高级商用電腦程式語言COBOL ，是世上最早期的程式設計師之一，同時也是最早期的女性程式設計師之一，有著「COBOL之母」的美譽[79]。知名的電腦程式術語 "Debug"，典故正是來自葛麗絲發現電腦出錯而排除誤入電腦的飛蛾 (bug) [80][81]。
- 瑞秋·卡森（英語：Rachel Louise Carson，1907年5月27日－1964年4月14日），美國海洋生物學家、作家暨保育運動人士，1962年，她出版《寂静的春天》（英語：Silent Spring）揭露殺蟲劑對動植物乃至環境帶來的毒害，促使全球禁用及生產DDT[82]，不只在當代喚起全球對生態的重視[83]，也帶起了生態女性主義浪潮[84]。
- 葛雷迪斯·朗茲伯瑞·哈比[85]（1910年11月19日－1993年7月4日），美國微生物學家，主要貢獻是與同事Dr. Martin Dawson與Dr. Karl Meyer一起製造了對人類宿主有效的盤尼西林，他們從 1940 年起進行相關臨床測試並獲得成功，二次大戰時這種盤尼西林得已大量生產，器官移植跟開心手術因而都能順利進行，間接挽救了不少生命。[86]
- 吳健雄（英語：Chien-Shiung Wu，1912年5月31日－1997年2月16日），華裔美籍物理學家，研究貢獻為核物理學的β衰變相關實驗，包含她參與曼哈頓計劃時用氣體擴散法分離出鈾的兩種同位素，鈾-235及鈾-238。吳健雄與同事李政道與楊振寧曾利用鈷-60觀測實驗（後稱吳氏實驗）證實宇稱不守恆原理，讓李楊二人獲得諾貝爾獎，她本人也因此獲頒第一屆沃爾夫物理學獎等。1958年，吳健雄成為第一位獲頒美國普林斯頓大學榮譽博士學位的女性，1975年，她成為美國物理學會首位女性會長[87]。基於吳健雄在物理學實驗的各種貢獻，為她贏得了許多別名，如「中國的居禮夫人」、「物理研究的第一女士」、「核子研究的女王」，公認是「世界最傑出女性實驗物理學家」[87]；楊振寧、李政道、丁肇中和李遠哲四位諾貝爾獎得主以吳健雄的名義在台灣設立「吳健雄基金會」，鼓勵科學人才。[88]
- 凱薩琳·科爾曼·戈布爾·強森（英語：Katherine Coleman Goble Johnson，1918年8月26日－），非裔美國物理學家與數學家，任職於NASA，協助過水星計畫的軌道及發射窗計算[89]、阿波羅11號飛往月球的軌道[90][91][92]、阿波羅13號的月球任務[91]等。 凱薩琳待在NASA之初，NASA並不允許女性列名於報告書上，但當她和Ted Skopinski在某份報告書方面共事時，她的主管Henry Pearson對前者說：「你們在做的報告必須讓凱薩琳完成，反正大部分都是她做的」，間接促成了凱薩琳完成該報告的契機之外，也讓她成為NASA該單位首位署名於報告書封面的女性[93]。在NASA初採計算機來計算太空人繞行地球的軌道時，約翰·葛倫要求除非經凱薩琳確認，不然他拒絕起飛[90][94][95]。凱薩琳既是首位西維吉尼亞大學的非裔女研究生[96][97]，也是該校1999年度的傑出校友，2015年，凱薩琳獲選為 STEM教育的先驅典範人物，由當時的總統歐巴馬頒發總統自由勳章[98]。2016年入選BBC的巾幗百名（英語：100 Women）。[99]
- 猿橋勝子（日語：猿橋 勝子，1920年3月22日－2007年9月29日），日本地球科學家。1960年，猿橋與同事三宅發表報告指出，美國南加州海水的銫-137濃度較美國學者Theodore Robert Folsom博士公布數據更高，是後者的 10~50 倍，猿橋等人說明日本與美國測量結果差異是受洋流影響，經過彼此檢視分析方法後，Folsom 博士認同猿橋的分析結果更為高明[100][101]。猿橋也對促進女性科學家的發展不遺餘力，她除了參與設立日本女性科學家協會（日语：日本女性科学者の会）[102]，1980 年創立願女性科學家未來光輝之協會（日语：女性科学者に明るい未来をの会），猿橋獎[103]就成了表彰年輕女科學家的代名詞。
- 瑪麗·薩普（英語：Marie Tharp，1920年7月30日－2006年8月23日）美國地質學家暨海洋學家。她與布魯斯·希森合作繪製了世界上第一幅科學性的全球海底地形圖。薩普的研究讓大眾得以知道大西洋中洋脊的存在，並徹底改變了大眾對大陸漂移學說的科學認知。
- 瑪麗·溫斯頓·傑克遜（英語：Mary Winston Jackson，1921年4月19日－2005年2月11日），非裔美籍數學家和航空航天工程師，曾任職美國國家航空諮詢委員會（NACA，即為美國國家航空暨太空總署NASA前身）。瑪麗原本的受僱職稱為計算員，為取得晉升為工程師的機會，她需要研讀數學和物理的碩士課程，但所屬意的維吉尼亞大學在漢普頓高中開設課程僅供白人就讀，瑪麗遂到市政府法庭遞交申請，爭取法院許可，開啟了非裔女性就讀該校的先河。1958年，瑪麗晉升為航天工程師，成為NASA首位非裔女工程師。[104][105][106]
- 瑪麗.V.B.布朗（英语：Marie Van Brittan Brown） (1922年10月30日－1999年1月2日) ，非裔美國女發明家，1966 年和丈夫 Albert 共同發明了家居保安系統（英语：Home security），1969 年取得專利(美國專利第3,482,037号)。[107]
- 史蒂芬妮·露易絲·克沃勒克（英語：Stephanie Louise Kwolek，1923年7月31日－2014年6月18日），波蘭裔美籍化学家，知名貢獻為發明超级强韧纤维克維拉，1995年，入選全美發明家名人堂（英语：National Inventors Hall of Fame）。[108]
- 艾芙琳·別列津（英語：Evelyn Berezin，1925年4月12日－2018年12月8日），美國電腦程式設計師。艾芙琳的知名貢獻為設計出各類用途迥異的電腦，例如她一手打造的「資料祕書」(英語：Data Secretary)，公認為史上第一套電腦文書處理器[109][110]，她服務於電子電腦公司（英語：Electronic Computer Corporation）擔任邏輯設計部門主管時，設計出史上第一套辦公室電腦。任職於 Teleregister 時，她為美國航空設計出第一套電腦航空訂位系統，據說該系統囊括60座城市，回應時間僅需 1 秒[111]。史上第一套電腦化銀行的系統，也是出自於艾芙琳之手[112]。
- 派翠西亞·巴斯（英语：Patricia Bath）（英語：Patricia Era Bath，1942年11月4日 - 2019年5月30日），美国眼科醫師、發明家、人道主義者暨學者，是首位朱爾斯·斯坦眼科研究所（英語：Jules Stein Eye Institute）的女性成員，也是首位主持眼科研究所課程的女性，更是首位在加州大學洛杉磯分校羅納德雷根醫學中心（英語：Ronald Reagan UCLA Medical Center）獲得榮譽員工殊榮的女性。她也是首位任職於纽约大学中眼科的非裔美籍居民，第一位非裔美籍的女性外科醫師。[113]她發明了雷射除白內障手術儀（英語：Laserphaco Probe）使得白內障剝離手術更精準。
- 黃以靜（英語：Flossie Wong-Staal，1946年8月27日－2020年7月8日），華裔美籍病毒學家暨分子生物學家，她是史上第一人成功複製人類免疫缺乏病毒並編纂其完整基因組，黃以靜所定位製成的基因拼圖為HIV測試提供莫大助力[114]，促成 HIV 的基因圖譜問世，協助血液檢測用於愛滋病治療打下了基礎[115]。
- 芭芭拉·強森（Barbara Crawford Johnson，1925年—2005年），美國的太空工程師[116]，是在NASA參與過登月計劃的女性之一，在飛行動力學（英语：flight dynamics）、火箭設計、风洞、性能分析和空气动力学上有許多研究，在1968年任命為阿波罗计划的經理。

## 21世紀
- 喬安·費曼（或譯約安·費曼，英語：Joan Feynman，1927年3月31日－）美國天體物理學家，主要研究為極光原理、太陽風以及磁層物理學。1971年，她任職於NASA阿姆斯研究中心時發現，太陽風中的氦元素可以作為日冕大量拋射（CME，太陽物質周期噴射現象）的確認依據[117]，這項發現的重大之處在於，雖然當時已知CME現象存在，卻難以探測得知。
- 王執明（1931年－），台灣女地質學家，也是台灣第首位女地質學家[118]，曾親身深入中央山脈、花東縱谷和太魯閣實地勘查[119]，為台灣的地質學建立第一手資料。曾任中國地質學會理事長，台大地質科學系教授[119]。
- 太田朋子（日語：太田朋子，1933年9月7日－），日本遺傳學家，主要貢獻在分子演化領域。1973年，太田發表近中性演化理論（日語：分子進化のほぼ中立説）[120]，提倡「分子階段的損害較小的突變（1990年後，將優勢較少的突變也納入考量），有利於生物進化」。此一假說是基於木村資生的「中性演化理論（中立進化説）」，有別於前者主張的「有效種群大小與突變對生物進化有利於否並無關係」，近中性演化理論強調，遺傳漂變雖然會讓分子階段的損害較小的突變固定在該種群中，但如果該種群較大，遺傳漂變的效果就會減弱，導致大型種群的進化會比小型種群為遲。[121]
- 黛安·佛西（英語：Dian Fossey， 1932年1月16日－1985年12月27日），美國靈長類動物學家暨自然保育家，親身到盧安達的維龍加山脈的山地大猩猩棲地研究近二十年[122]，她和珍·古德、碧露蒂·高蒂卡絲三位女性靈長學動物學家合稱「靈長類女中三傑」[123][124]。
- 珍·古德（英語：Dame Jane Morris Goodall，簡稱Jane Goodall，1934年4月3日－[125]），英國靈長類學家暨人類學家[126]，公認為全球最重要的黑猩猩專家，曾深入非洲坦尚尼亞的貢貝溪保留地研究黑猩猩，至今研究時日已長達六十年之久[127]，古德和黛安·佛西與碧露蒂·高蒂卡絲三位女性靈長學動物學家皆受到英國古人類學家路易斯·李奇的支持，合稱「靈長類女中三傑」[123][124]。
- 王瑜（1943年－），台灣女化學家，研究領域為結晶學和無機化學[128]，主要貢獻為電子密度分佈與化學鍵、自旋轉換現象、光致激發滯留效應、Ｘ光結晶學及分子開關等研究[129][130]，曾為台大第一位女性理學院院長、台灣行政院國家科學委員會第一位女性自然處處長，現為中央研究院院士。[129]
- 阿茲拉·庫雷希（英語：Azra Quraishi，1945年9月22日－2002年11月22日），巴基斯坦的植物学家，致力於研究馬鈴薯，其組織培養研究取得了絕大成功，曾用組織培養出無病毒感染的馬鈴薯種薯，讓巴基斯坦馬鈴薯產量提高了5%，間接改善了巴基斯坦對進口種薯的依賴之外，阿茲拉還用組織培養篩選出了當地耐鹽的小麥和水稻品系[131]。1997年，阿茲拉獲頒獎勵印度農業及環境研究的博洛格獎（英语：Borlaug Award）[132]，2002年，獲得法國學術及教育界的最高榮譽勳章学术界棕榈叶勋章。[131]
- 碧露蒂·高蒂卡絲（簡稱Birutė Galdikas，1946年5月10日－），立陶宛裔加拿大籍[129]女性人類學家、靈長類學動物學家、保育生物學家暨動物行為學家，也是一位作家，現為加拿大西門菲莎大學教授，曾獲頒加拿大勳章[133]，也就是加拿大的最高平民榮譽勳章。高蒂卡絲可說是靈長類學界的紅毛猩猩權威[134]，現今已知的紅毛猩猩知識，幾乎都是她的研究成果[135]，她的研究年數一直在更新哺乳動物研究的最長紀錄[119]，她也是「靈長類女中三傑」中第三位女性靈長學動物學家[125]。
- 雪莉·安·傑克遜（英語：Shirley Ann Jackson，1946年8月5日－），美國物理學家，壬色列理工學院第18屆院長，曾任總統情報顧問委員會（英語：President's Intelligence Advisory Board）會長，身為非裔女性的她開創了許多美國史上的首例，如美國首位女物理博士[136]、首位MIT非裔女博士[137]、美國核管會首位非裔主席，亦是首位女主席[138]；她也是第一位非裔的美國國家工程院女院長和美國的學術研究大學（即為壬色列理工學院）的校長[139]。 1998年獲選進入美國国家女性名人堂[140]，2007年獲頒萬尼瓦爾布希獎[141]，2012年獲選為英國皇家工程學院院士（英語：Fellow of the Royal Academy of Engineering，簡稱為 FREng）。[142]
- 安·塚本（英語：Ann Tsukamoto，1952年7月6日－)，美國女性發明家、科學家暨幹細胞學者。1991年，塚本和她的同事Charles Baum, Irving Weissman, Ashley Buckle, 和Bruno Peault首次成功辨識並分離造血幹細胞[143][144]。
- 張美惠（1956年－），台灣小兒科醫師暨醫學學者，主要研究領域為小兒科，以兒童肝癌的貢獻著稱。她既是中央研究院院士，台灣兒科醫學會首位女性理事長[145]，還曾擔任世界小兒胃腸肝膽營養學聯盟（英語：Federation of International Societies of Pediatric Gastroenterology, Hepatology, and Nutrition，簡稱為 FISPGHAN）的主席[146]。張美惠在台大小兒科擔任醫師時創立了小兒肝膽腸胃科，率先將超音波應用於腹部診察之上，開啟了小兒腹部超音波檢查的先河[146]，張美惠更首創嬰兒大便卡，建立全世界第一個全國膽道閉鎖篩檢系統並廣為宣導。[147][148]
- 郝玲妮（1957年－），台灣女性太空科學家，專業領域為太空電漿物理及磁層物理，2004年，主持探空四號火箭科學實驗計畫，為台灣國內首次自製太空科學酬載儀器之外[149]，後來研發高解析度磁場感測器[150]。曾任國立中央大學太空科學研究所首任女所長，目前仍任教於該太空所[151]。
- 高橋政代（日語：高橋政代，1961年6月23日－），日本眼科學醫師暨醫學學者，研究領域為眼科學及再生醫學，主要貢獻為從人類的胚胎幹細胞（簡稱 ES 細胞）誘導分化出神經視網膜，以及利用誘導性多能幹細胞（簡稱iPS細胞）培育結果治療黃斑部退化的臨床試驗成功。2014年9月，她研究的自體 iPS 細胞移植之臨床實驗在全球實施[152][153]，獲選為英國《自然》期刊的「2014 年十大年度科學家」[154][155][156]。
- 馬國鳳（1963年－），台灣知名地震學家，全球地震模型組織（英语：Global Earthquake Model）會員[157]，主要專業領域為地震學、震源力學，知名貢獻為首度觀測到大型地震斷層的滑移厚度、量化計算生成地震的能量[158]，發表均向地震研究[158][159]等，2015年，馬國鳳及領軍團隊發表了未來30年臺灣孕震構造之發震機率圖。[160]
- 奧爾加·D·岡薩雷斯-薩納布裏納（英语：Olga D. González-Sanabria）（活躍時期約為西元1979年至今），波多黎各女科學家暨發明家，曾任職NASA Glenn 研究中心的工程與技術服務總監[161]，負責規劃及決策跨領域的整合服務，奧爾加的研究曾有助於長循環壽命的鎳氫電池（英語：Long Cycle-Life Nickel-Hydrogen Battery）問世，間接協助了國際太空站的運行。[162]
- 弗朗西絲·阿諾德（英語：Frances Hamilton Arnold，1956年7月25日－），美国化學工程師。專精領域為化學工程、生物工程學、生物化學。阿諾德於2018年獲得诺贝尔化学奖[163]，是該獎第五位女性得主。阿諾德的獲獎原因是她正式將定向演化應用於酵素製作的研究先驅。由於酶是化學反應的重要催化劑，她的研究促成了該技術廣泛運用於生產生物燃料、製藥等化工、生物工程領域。[164][165]
- 黃美秀（1970年－[166]），台灣動物學家，台灣黑熊保育者[167]，曾任台灣黑熊保育協會名譽理事長[168]，因長年對台灣黑熊的保育推廣不遺餘力，獲得了「黑熊媽媽」的別稱。[169]
- 安仁英（韓語諺字：안인영，英語：In-Young Ahn，活躍時期約為西元1991年至今），南韓女底棲生物學家，既是南韓首位到訪南極的女性，也是首位南極科學考察站亞裔女站長[170][171][172][173]，安仁英曾任世宗科學基地的站長，目前為韓國極地研究所（英語：Korean Polar Research Institute，簡稱KOPRI）的首席研究員[174][175]。
- 莎拉·塔特爾（英語：Sarah Tuttle，活躍時期約為西元2000年至今[176]），美國天文物理學學者，在參與麥克唐納天文台的霍比-埃伯利望遠鏡計畫期間，她設計監製了光譜儀，用以研究暗能量的VIRUS（Visible Integral-field Replicable Unit Spectrograph，可見積分場可複製單位光譜儀）[177]，莎拉也設計了世界第一座光纖紫外光譜儀 FIREBall（英語：Faint Intergalactic medium Redshifted Emission Balloon）[178][179][180]。此外，莎拉也關注在天文學領域的性別偏見議題，2017年，在《自然》上指出，若女性為某篇論文的第一作者，其引用次數較男性低了一成[181]，也強調代表性不足的族群（此處即為女性）重要性[182]。
- 克拉麗絲·菲爾斯（英語：Clarice Evone Phelps，活躍時期約為西元2003年至今），美國核化學學家，現在在美國能源部橡樹嶺國家實驗室研究 放射性超鈾元素，2010年，她所屬團隊發現了117號化學元素鿬（Ts），而她也廣獲認可為第一位參與新元素發現的非裔美國女性[183]。
- 歐黛·涅尼司基特（1983年11月2日－），立陶宛的女性神經學家，歐黛的主要研究領域在於大腦中神經元和免疫細胞的相互作用，她研究了阿茲海默症的細胞機制，並與其他專家合作撰文論述其吞噬作用導致了細胞死亡，這也是第一篇相關議題的文章[63]。